# Royalty
«Royalty» — посмертный сингл американского рэпера XXXTentacion, выпущенный 19 июля 2019 года на лейбле Empire. Он является первым синглом с альбома Bad Vibes Forever. Песня звучала в трансляции DJ Scheme, а также на мероприятиях в честь XXXTentacion.
Все артисты, представленные в песне, имеют ямайские корни: Vybz Kartel родился в Кингстоне, Ямайка, Стеффлон Дон — этническая ямайка, хотя она родилась в Великобритании, отец XXXTentacion — ямаец, а Кай-Мани Марли — один из сыновей известного ямайского музыканта Боба Марли.

## История
18 января 2018 года XXXTentacion сообщил в Instagram о скором выпуске песни с Vybz Kartel, который в то время отбывал пожизненный срок за убийство.
После смерти XXXTentacion в 2018 году «Royalty» часто ставили на мероприятиях в честь него. Дата выпуска была объявлена его матерью.
Кай-Мани Марли и Стеффлон Дон были добавлены на песню после смерти XXXTentacion.

## Видеоклип
Музыкальное видео было снято Damian Fyffe и было опубликовано 2 октября 2019 года. Съёмки клипа проходили на Ямайке.

## Обложка
На обложке песни, сделанной Диланом Нуаром, изображён ямайский флаг, нарисованный на руке. На кисти есть надпись «KILL» (с англ. — «Убить»), которая отсылает к татуировке XXXTentacion, а также к его бренду одежды «REVENGE».

## Участники записи
По данным Genius
Музыканты
- XXXTentacion — голос, текст
- Кай-Мани Марли — голос, текст
- Стеффлон Дон — голос, текст
- Vybz Kartel — голос, текст

Производство
- Jon Fx — продюсер
- Коэн Хелденс — миксинг[англ.]

## Чарты
| Чарт (2019)                                        | Высшая позиция |
| -------------------------------------------------- | -------------- |
| США (Billboard Bubbling Under R&B/Hip-Hop Singles) | 10             |
| Новая Зеландия (RMNZ)                              | 8              |